# Сидоров, Валентин Митрофанович
Валентин Митрофанович Сидоров (28 апреля 1932 года, Воронеж — 16 июля 1999 года, Москва) — русский поэт, писатель, учёный, общественный деятель. Член Союза писателей СССР (1966), кандидат филологических наук (1978), профессор Литературного института имени А. М. Горького, основатель Всесоюзной (с 1991 года — Международной) ассоциации «Мир через культуру».

## Биография
После окончания средней школы в поселке Семилуки Воронежской области в 1949 году поступил на философский факультет Московского государственного университета имени М. В. Ломоносова. В годы учёбы впервые опубликовал стихи в журнале «Смена» (1953). Закончив МГУ в 1954 году, поступил в аспирантуру Литературного института имени А. М. Горького (в 1978 году защитил кандидатскую диссертацию «Литературно-эстетические взгляды и поэзия Николая Рериха»).
Первая поэтическая книга «Город после дождя», вышедшая в свет в 1959 году в издательстве ЦК ВЛКСМ «Молодая гвардия», специальным постановлением бюро ЦК ВЛКСМ была запрещена как «идейно порочная и ревизионистская». Только через два года в том же издательстве вышла книга «Дом моего детства». Затем вышли сборники стихов: «Испытание любовью» (1965), «Емшан» (1969), «Светлая осень» (1971). В его стихах отразилась «любовь к России, глубокое уважение к её истории, чувство связи времен, поиски нравственного идеала» (Валентин Сидоров. «Емшан», М., 1969, с. 2).
С 1974 года в поэзии В. М. Сидорова появляются мотивы, навеянные знакомством с творчеством выдающегося художника-мыслителя Н. К. Рериха. Они проявились в книгах «Пути любви» (1975), «Гималайский сад» (1976), «Беловодье» (1978), «Путник» (1980), «Ключ» (1982) и других.
Широкую популярность принесли В. М. Сидорову повести и эссе «На вершинах (Творческая биография Н. Рериха, рассказанная им самим и его современниками)» (1977), «По маршруту Рериха» (1979), «Семь дней в Гималаях» (1982), «Рукопожатие на расстоянии» (1986), «Мост над потоком» (1988), «Против течения» (1992), «Знаки Христа» (1992). В. М. Сидоров составил первую в советское время книгу стихов Н. К. Рериха под заголовком «Письмена» (1974), книгу литературных произведений художника «Избранное» (1979). С 1974 года имел контакты с С. Н. Рерихом. С самого начала входил в состав Комиссии по культурно-художественному наследию Н. К. Рериха при Государственном музее Востока (с октября 1984 года). В 1987 году В. М. Сидоров возглавил комиссию по литературному наследию Н. К. Рериха при Союзе писателей СССР.
В 1989 году избран президентом Всесоюзной ассоциации «Мир через культуру» (с 1991 года — Международная ассоциация «Мир через культуру»). По инициативе В. М. Сидорова и под его руководством проводились сессии Всемирного конгресса духовного согласия, многочисленные конференции, круглые столы, встречи духовных лидеров. Создатель общественного движения «Новая страна» (1995).
В 1990 году вышел двухтомник избранных произведений, в 1999—2001 годах в издательстве «Художественная литература» — собрание сочинений в 5 томах.
На некоторые стихи В. М. Сидорова написаны песни, исполняющиеся Воронежским государственным русским народным хором.
Умер в 1999 году. Похоронен на Пыхтинском кладбище.
В 2006 году на холме над Доном, в городе Семилуки Воронежской области, установлен мемориальный камень, посвященный поэту. На гранитном монументе доска «Верному сыну Отечества — поэту, философу, нашему земляку Валентину Митрофановичу Сидорову (1932—1999)». Здесь же цитата из его стихотворения: «Я верю в миссию России: Она спасётся и спасёт».

## Награды
- Орден Дружбы народов (16.11.1984)
- Орден «Знак Почёта» (27.04.1982)

## Публикации
- Космическая йога// Дельфис — № 11(3) — 1997